# Wendisches Seminar

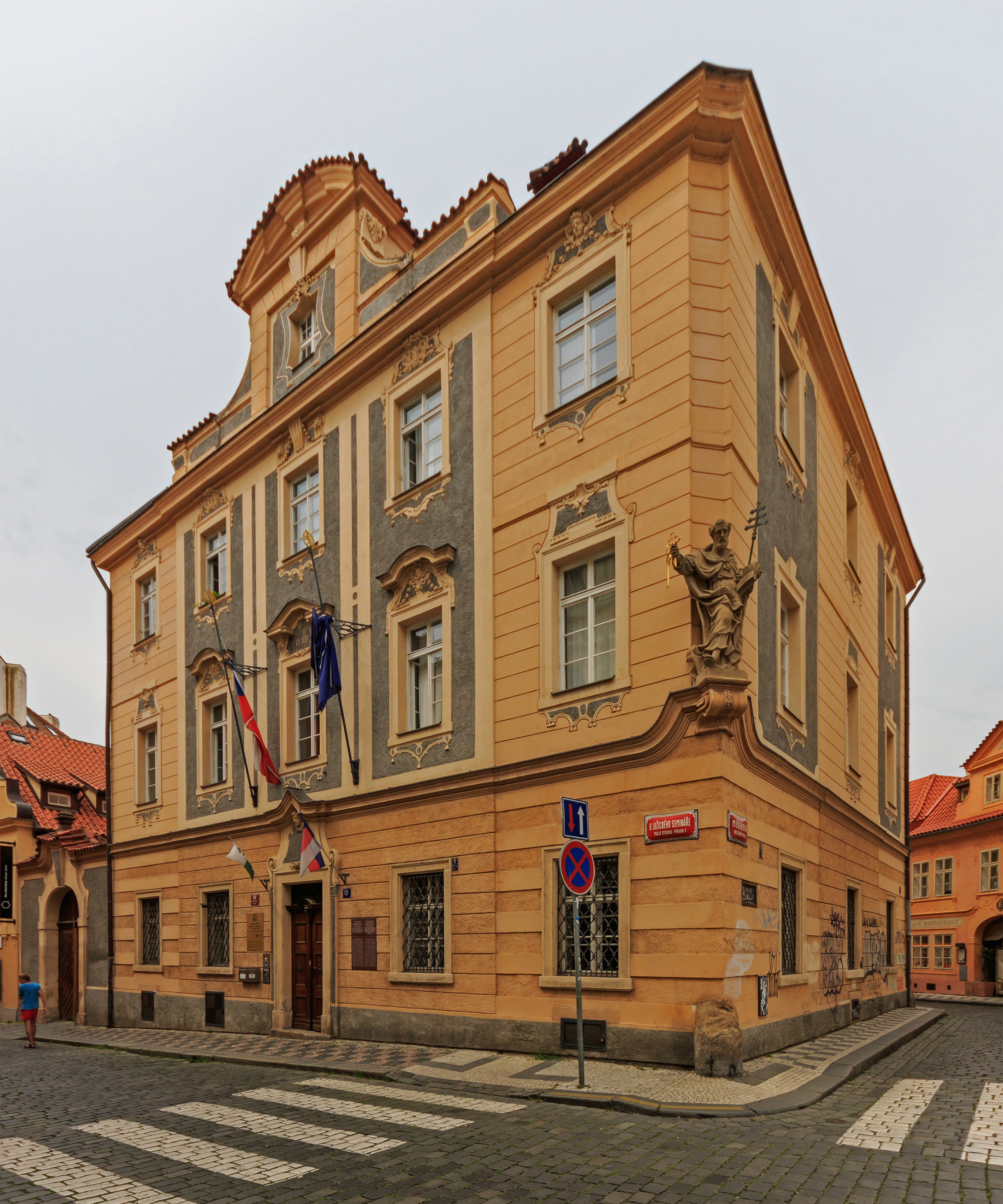
Das Wendische Seminar/Lužický seminař in Prag

Das Wendische Seminar (sorbisch Serbski seminar (Sorbisches Seminar), tschechisch Lužický seminář (Lausitzer Seminar), lateinisch Seminarium Lusaticum Pragense (Lausitzer Seminar in Prag), offiziell Lausitzer Seminar St. Petri) in Prag wurde 1724 als Ausbildungsstätte für den katholischen Priesternachwuchs der Oberlausitz gegründet. In den ersten Jahrzehnten lebten ausschließlich sorbische Studenten aus dem Einzugsbereich der Lausitzer Administratur im Wendischen Seminar. Nach der Änderung der Grenzen des Bistums kamen ab Ende des 18. Jahrhunderts auch deutsche Studenten hinzu. Das Seminar bestand bis 1922. In diesen nahezu 200 Jahren durchliefen in der Mehrheit sorbische Studenten die Anstalt. Deshalb hat das Prager Seminar einen wichtigen Platz in der Bildungsgeschichte des sorbischen Volkes.

## Gründungsgeschichte

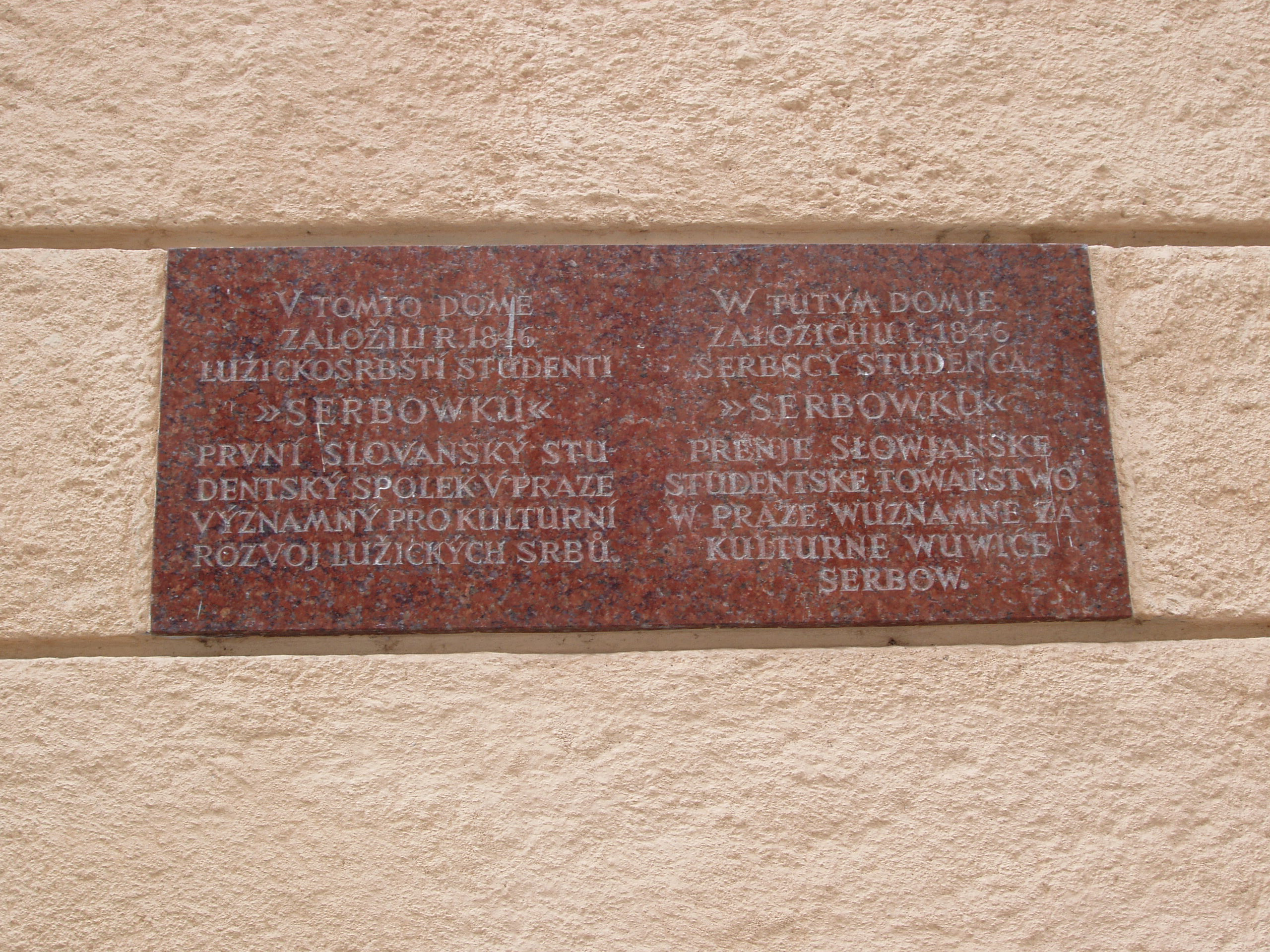
Zweisprachige, tschechisch-sorbische Gedenktafel am Wendischen Seminar in Prag. Die Beschriftung lautet: „In diesem Haus gründeten sorbische Studenten 1846 den Verein Serbowka, die erste slawische Studentenvereinigung in Prag, bedeutend für die kulturelle Entwicklung der Sorben.“

Die beiden aus Temritz bei Bautzen stammenden Brüder und Priester Martin Norbert (1637–1707) und Georg Joseph Schimon (1646–1729), Angehörige des sorbischen Volkes, hatten bereits 1694 unter Verwendung ihrer Ersparnisse auf der Prager Kleinseite eine Hospitalität für aus der Lausitz stammende Alumnen (Zöglinge, die Priester werden wollten) gegründet. 1706 konnte auf der Kleinseite nahe der Karlsbrücke ein Grundstück erworben werden. Dies wurde am 19. April 1706 in die böhmische Landtafel eingetragen. Die Vollendung der Schimonschen Pläne, für die Lausitzer Alumnen eine würdige Heim- und Ausbildungsstätte zu schaffen, zog sich jedoch noch zwanzig Jahre hin. Am 12. Februar 1724 wurde in Prag eine Stiftungsurkunde verfasst, die vom Bautzener Domkapitel St. Petri angenommen und am 6. Juli 1725 von Kaiser Karl VI. bestätigt wurde.

### Hintergrund
Im 16. Jahrhundert gehörte die Oberlausitz zum Königreich Böhmen und damit zum Machtbereich der katholischen Habsburger. Deshalb konnte sich die Reformation in dieser Landschaft nicht vollständig durchsetzen. Unter dem Schutz des Kaisers verblieben das Kollegiatkapitel in Bautzen und die Klöster Marienstern und Marienthal mit einem Teil ihrer bäuerlichen Untertanen bei der römischen Kirche. Seitdem war die Oberlausitz bikonfessionell.
Bis zur Reformation hatte die Oberlausitz zur Diözese Meißen gehört, die in der Reformation untergegangen war. Daher wurde vom böhmischen König Ferdinand I. der Bautzener Dekan als Leiter einer apostolischen Administration eingesetzt. Priester durfte er jedoch nicht weihen. Die Ausbildung der Priester fand unter anderem an den Universitäten von Krakau und Wien oder in den Jesuitenkollegien von Olmütz, Prag oder Landshut statt.
Im Prager Frieden von 1635 trat Kaiser Ferdinand II. die Lausitzen an den sächsischen Kurfürsten Johann Georg I. ab. Das Übergabeprotokoll, der sogenannte Traditionsrezess, regelte unter anderem den konfessionellen status quo, so dass auch unter den protestantischen Kurfürsten der katholische Besitzstand garantiert war. Wie zuvor gingen die Lausitzer Theologiestudenten zum Studium in die habsburgischen Länder. Angesichts des Priestermangels im rekatholisierten Böhmen nahmen viele Lausitzer dort eine Pfarrstelle an. Mit ihrer Stiftung wollten die Gebrüder Schimon deshalb mehr Lausitzern ein theologisches Studium ermöglichen und gleichzeitig dafür sorgen, dass sie der Heimat verbunden blieben. Aus diesem Grund übernahm auch das Domkapitel St. Petri bald die Schirmherrschaft über das Wendische Seminar.

## Der Bau des Wendischen Seminars
Nachdem sich immer wieder neu auftürmende Schwierigkeiten und Formalitäten endlich überwunden waren, konnten im Winter 1725/26 Baukontrakte abgeschlossen werden. Am 15. Juli 1726 erfolgte die Grundsteinlegung. Es entstand ein einfaches Barockgebäude, das das Wendische Seminar oder Lausitzer Seminar genannt wurde. Der Apostel Simon Petrus wurde der Schutzpatron, ein Hinweis auf den Jurisdiktionsträger, das Bautzener Domkapitel. Der Tag der Weihe des neuen Gebäudes ist nicht überliefert.

## Erste Studierende und weitere Entwicklung
Im Herbst 1728 zogen die ersten Studierenden ein, zwei Theologen, zwei Philosophen und 15 Gymnasiasten. Die Alumnen, die im Wendischen Seminar lebten, erhielten hier in erster Linie ihre geistliche Ausbildung. Für Angehörige des sorbischen Volkes kamen noch diverse muttersprachliche Übungen dazu. Für die wissenschaftliche Ausbildung waren das Kleinseitener deutsche Gymnasium und, nach dem Abitur, die philosophische und theologische Fakultät der Karl-Ferdinands-Universität zuständig. Als Hausleitung hatte das Bautzener Domkapitel einen Präses eingesetzt, der dem Domdekan zur Rechenschaft verpflichtet war.
Das Kurfürstentum Sachsen und die Habsburgermonarchie unterhielten jahrhundertelang gute Beziehungen, wodurch auch auf die Schul- und Studiengeldfreiheit der sächsischen Alumnen (Sorben und Deutsche) in Prag gesichert war. Die Stiftung der Brüder Schimon stieß beim Klerus und bei den Gläubigen in der Lausitz auf große Resonanz. Spendenfreudigkeit war die Folge und bald konnten mehr Plätze für Studierende geschaffen werden.
Nachdem das sächsische Herrscherhaus Anfang des 18. Jahrhunderts katholisch geworden war, entstanden auch in Sachsen katholische Gemeinden. Ein Teil ihrer Priester war ebenfalls am Wendischen Seminar ausgebildet worden. Vom 19. Jahrhundert bis zur Schließung des Seminars waren regelmäßig Studenten aus den sächsischen Erblanden in der Anstalt.
Die sorbischen Zöglinge pflegten slawische Sprachstudien und hielten regen Kontakt zu Tschechen und anderen Slawen, was für die Identitätsfindung des kleinen sorbischen Volkes wichtig wurde. Am 21. Oktober 1846 gründete Jakub Buk (später Prälat und kgl. sächs. Hofkaplan und Hofkirchenpfarrer) gemeinsam mit anderen Zöglingen im Wendischen Seminar eine sorbische Schüler- und Studentenvereinigung, die Serbowka.
Seit dem 19. Jahrhundert geriet das Wendische Seminar in den Fokus der konkurrierenden slawischen und deutschen Nationalismen. Von protestantischer (preußisch-)deutscher Seite wurde behauptet, das Wendische Seminar sei panslawistisch durchsetzt und eine Gefahr für Sachsen und sogar für Deutschland. Man sprach oder schrieb von slawischen „Hetzkaplänen“ und warf der Sächsischen Regierung vor, sie würde das alles dulden. Von der k. u. k. Regierung der Habsburger wurde ohnehin nicht allzu viel deutsche Gesinnung erwartet. Solche Verleumdungen gab es viele, der Bautzener Bischof und der Präses in Prag mussten oft dagegen Stellung nehmen.
Im Seminar selbst hat es bis zu seiner Auflösung keinerlei nationalistisch motivierte Auseinandersetzungen gegeben. Als Vorsteher der Anstalt wirkten Sorben, Deutsche und auch Tschechen. Sorbische und deutsche Studenten lebten und studierten gemeinsam.

## Die Auflösung des Seminars 1922
Als es nach 1918 die Monarchie Österreich-Ungarn und das Königreich Sachsen nicht mehr gab, geriet das Seminar in eine am Ende nicht mehr zu bewältigende Krise. Die neuen tschechoslowakischen Machthaber hoben die Studienfreiheit auf und drohten, das Kapital der Stiftung zu beschlagnahmen. Das Bautzener Kapitel konnte angesichts der Inflation in Deutschland keine Hilfe leisten. Längst notwendig gewordene Renovierungen im Wendischen Seminar konnten wegen Geldmangels nicht in Angriff genommen werden. Der Lebensunterhalt der Alumnen war nicht mehr gesichert. Von der sächsischen und der Reichsregierung wurde die katholische Kirche, der das Seminar gehörte, unter Druck gesetzt, es zu schließen, weil man die Priesterausbildung im feindlichen slawischen Ausland nicht dulden wollte.
Als das Bistum Meißen wiedererrichtet worden war, trug der neue Bischof Christian Schreiber die Verantwortung für die Priesterausbildung. Das 1917 in Kraft getretene neue Kirchenrecht verlangte, dass die praktische Ausbildung künftiger Priester in der eigenen Diözese durchzuführen sei. Nach langem Hin und Her wurde Anfang 1922 im Bautzener Bischöflichen Ordinariat endgültig beschlossen, das Wendische Seminar aufzulösen und zu verkaufen. Der letzte Präses, Jozef Jakubasch, erhielt die entsprechenden Weisungen. Im August 1922 wurden die letzten Zöglinge nach Sachsen zurückgeschickt, im Oktober des gleichen Jahres erfolgte der Verkauf des Wendischen Seminars (eingetragen in die Landtafel am 30. Oktober 1922). Der von vielen katholischen Sorben als Angriff auf ihre Nationalität aufgefasste Verkauf des Seminars war einer der Gründe, dass ein Teil der Sorben in scharfer Opposition zu Bischof Christian Schreiber stand.
Aufgrund der finanziellen Schwierigkeiten des Bistums Meißens konnte erst im Jahr 1927 ein neues Seminar in Schmochtitz bei Bautzen eingerichtet werden. Bis dahin besuchten die sächsischen Priesteramtskandidaten das Seminar in Fulda. Für die sprachliche Ausbildung der sorbischen Studenten war dieser Ort ohne slawistisches Institut wenig vorteilhaft.

## Heutige Nutzung
Heute befindet sich in diesem Gebäude u. a. das Verbindungsbüro des Freistaates Sachsen und der Sitz der Společnost přátel Lužice (Gesellschaft der Freunde der Lausitz) nebst der Hórnik-Bibliothek, der umfangreichsten Sammlung sorbischer und sorabistischer Literatur außerhalb der Lausitz.

## Matrikel
Von 1728 bis 1922 besuchten 768 Alumnen das Wendische Seminar in Prag. Es waren 428 Sorben, 319 Deutsche und 21 Kandidaten anderer Nationalitäten. Die meisten von ihnen wurden Priester in der Lausitz und in ganz Sachsen.
Die im Seminar geführte Matrikel aller Schüler und Studenten wurde von Zdeněk Boháč herausgegeben. Auf Grund ihrer Auswertung teilt Boháč die Seminargeschichte in drei Perioden ein.
- Erste Periode: (1706) 1728 bis 1783, damals lebten nur sorbische Zöglinge im Seminar.
- Zweite Periode: 1784 bis 1821, außer Sorben kamen jetzt auch Deutsche zum Studium nach Prag. Sie stammten aus dem Gebiet des Klosters St. Marienthal und aus Dresden.
- Dritte Periode: 1822 bis 1922: Da das Gebiet um Wittichenau an das Erzbistum Breslau abgegeben werden musste, kamen von nun an weniger Sorben, die Priester werden wollten, nach Prag. In die Zeit der dritten Periode fallen auch die Gründung des Deutschen Reiches (unter preußischer Hegemonie) und ein wachsender Nationalismus, der sich nach dem Ersten Weltkrieg noch verschärfte.

Zu den Zöglingen des Seminars gehörten zahlreiche später einflussreiche Akteure im sorbischen gesellschaftlichen Leben, darunter Jakob Wosky von Bärenstamm, Jan Pětr Jordan, Jakub Bart-Ćišinski, Georg Wuschanski, Jakub Skala, Filip Rězak, Jakub Lorenc-Zalěski und Jan Cyž.